# الأردن في أولمبياد الشباب الصيفية 2010
شارك الأردن في دورة الألعاب الأولمبية الصيفية للشباب 2010 في سنغافورة.

## الحاصلون على الميداليات
| ميدالية | اسم        | رياضة      | حدث              | تاريخ    |
| ------- | ---------- | ---------- | ---------------- | -------- |
| فضية    | دانا حيدر  | التايكوندو | 49 كغم سيدات     | 16 أغسطس |
| برونزية | يزن الصادق | التايكوندو | وزن +73 كغم رجال | 19 أغسطس |

## تنس الريشة
ذكور
| رياضي     | حدث       | مرحلة المجموعات                       | مرحلة المجموعات                      | مرحلة المجموعات                     | مرحلة المجموعات | مرحلة النهائي | مرحلة النهائي     | مرحلة النهائي | مرحلة النهائي |
| رياضي     | حدث       | المباراة 1                            | المباراة 2                           | المباراة 3                          | الرتيب          | الربع النهائي | الدور قبل النهائي | نهائي         | الرتيب        |
| --------- | --------- | ------------------------------------- | ------------------------------------ | ----------------------------------- | --------------- | ------------- | ----------------- | ------------- | ------------- |
| محمد قدوم | فردي ذكور | بودشالات تايلاند خسر 0-2 (3-21)(6-21) | ويسترباك السويد خسر 0-2 (4-21)(9-21) | كواش الدنمارك خسر 0-2 (8-21)(13-21) | 4               | لم يتأهل      | لم يتأهل          | لم يتأهل      |               |

## رياضة بدنية

### الجمباز الفني
ذكور
| رياضي       | حدث        | أرضية     | أرضية | حصان المقابض | حصان المقابض | حلقات     | حلقات | قبو       | قبو   | القضبان المتوازية | القضبان المتوازية | عارضة أفقية | عارضة أفقية | مجموع     | مجموع |
| رياضي       | حدث        | أحرز هدفا | مرتبة | أحرز هدفا    | مرتبة        | أحرز هدفا | مرتبة | أحرز هدفا | مرتبة | أحرز هدفا         | مرتبة             | أحرز هدفا   | مرتبة       | أحرز هدفا | مرتبة |
| ----------- | ---------- | --------- | ----- | ------------ | ------------ | --------- | ----- | --------- | ----- | ----------------- | ----------------- | ----------- | ----------- | --------- | ----- |
| أدهم الصقور | تأهيل ذكور | 12.500    | 35    | 9.350        | 40           | 10.900    | 40    | 13.050    | 41    | 10.450            | 40                | 12.400.0000 | 34          | 68.650    | 40    |

## سباحة
| الرياضيين     | حدث                 | الدور التمهيدي | الدور التمهيدي | الدور قبل النهائي | الدور قبل النهائي | نهائي    | نهائي    |
| الرياضيين     | حدث                 | زمن            | الترتيب        | زمن               | الترتيب           | زمن      | الترتيب  |
| ------------- | ------------------- | -------------- | -------------- | ----------------- | ----------------- | -------- | -------- |
| عمر مثقال     | 50 م فراشة للأولاد  | 27.04          | 15 س           | 26.59             | 14                | لم يتأهل | لم يتأهل |
| عمر مثقال     | 100 م فراشة للأولاد | 59.39          | 30             | لم يتأهل          | لم يتأهل          | لم يتأهل | لم يتأهل |
| سارة الهياجنة | 100 م حرة سيدات     | 1: 01.08.2018  | 40             | لم يتأهل          | لم يتأهل          | لم يتأهل | لم يتأهل |
| سارة الهياجنة | 100 م ظهر سيدات     | 1: 09.04.2019  | 34             | لم يتأهل          | لم يتأهل          | لم يتأهل | لم يتأهل |

## التايكوندو
| رياضي      | حدث          | الدور التمهيدي                        | الربع النهائي                                 | الدور قبل النهائي                          | نهائي                                  | مرتبة |
| ---------- | ------------ | ------------------------------------- | --------------------------------------------- | ------------------------------------------ | -------------------------------------- | ----- |
| يزن الصادق | +73 كغم ذكور |                                       | Jose Ramos (المكسيك) · W 6 -5                 | Liu Chang (الصين) · م 1 -2                 | لم يتأهل                               |       |
| دانا حيدر  | -49 كجم إناث | Yasmin Terra (الأوروغواي) · فاز 14 -1 | ماہم آفتاب [الإنجليزية] (باكستان) · فاز 21 -0 | Jessie Bates (الولايات المتحدة) · فاز 2 -1 | Worawong Pongpanit (تايلاند) · خسر 4-5 |       |

1. ↑  "List of NOC Flag Bearers for Opening Ceremony" (PDF) (Press release). Singapore Youth Olympic Games Organising Committee. 14 أغسطس 2010. مؤرشف من الأصل (PDF) في 2010-08-21. اطلع عليه بتاريخ 2010-08-14.